# Richard Palmer-James
Pour les articles homonymes, voir Palmer.
Richard William Palmer-James, né le 11 juin 1947 à Bornemouth est un musicien et parolier britannique, connu pour avoir été le guitariste sur le premier album de Supertramp et le parolier de King Crimson, en remplacement du poète Peter Sinfield.

## Biographie
Après avoir joué avec divers groupes de la région de Bornemouth, The Corvettes, The Palmer-James Group, Tetrad ainsi que Ginger Man (tous avec John Wetton à la basse et au chant ), il participe au premier album de Supertramp (1970) sous le nom de Richard Palmer, écrivant les textes et jouant la guitare et la balalaïka. L'une des chansons qu'il a écrite à l'époque, Goldrush, n'est parue qu'en 2002, sur le dernier album de Supertramp, Slow Motion.
Il joue par la suite avec la formation Emergency en 1973 et est présent sur l'album Get Out To The Country, comme guitariste et parolier. Ce groupe était formé de Peter Bischof au chant et aux percussions, Veit Marvos aux claviers, Hanus Berka aux cuivres, piano électrique et Mellotron, Yerzy Ziembrowski à la basse et à la contrebasse ainsi que Bernard Knaak à la batterie, Richard occupait le poste de guitariste et faisait aussi les chœurs. Il rejoint ensuite King Crimson sous le nom de Richard Palmer-James, où il retrouve son ami et collègue John Wetton, remplaçant Peter Sinfield comme parolier du groupe sur les albums Larks' Tongues in Aspic (1973), Starless and Bible Black (1974) et Red (1974), après quoi Robert Fripp dissout le groupe. Richard continua à travailler par la suite avec John Wetton et David Cross. En 1978, il forme le groupe Jack Knife avec John Wetton, à la basse, claviers et chant, John Hutcheson claviers et chant, ainsi que le batteur allemand Curt Cress, ex-Triumvirat. Ensuite toujours en 1979 et 1980, il joue brièvement avec le groupe allemand Munich, en tant que parolier et guitariste. Puis, en 1997, paraît un album intitulé Monkey Business, avec John Wetton et sur lequel on retrouve du matériel resté inédit pendant plusieurs années, comme une composition datant de l'époque King Crimson, Doctor Diamond. En 2016, il a publié l'album Takeaway sous son nom avec Evert Van Der Wal à la guitare acoustique et électrique, à la basse, batterie et percussions, Theo Degler à l'accordéon et au piano, Alex Klier à la basse, Friederike Sipp, Peter Bischoff aux chœurs alors que Palmer-James occupe le poste de guitariste, mandoline et slide-guitare et au chant. Il vit à Munich depuis les années 70. 

## Discographie
Supertramp
- 1970 : Supertramp : Guitare électrique, balalaïka et chant sous le nom de Richard Palmer, il écrit aussi les textes.
- 2002 : Slow Motion : Une pièce de l'album Goldrush, a été écrite par lui en 1970 avec Rick Davies pour la musique.

Emergency
- 1973 : Get Out To The Country - Guitariste et parolier.

King CrimsonParolier uniquement.
- 1973 : Larks' Tongues in Aspic
- 1974 : Starless and Bible Black
- 1974 : Red

Munich
- 1979 : Sideshow/Wednesday - La chanson Sideshow a été écrite par Palmer-James sur une musique de Hermann Weindorf.

Jack Knife
- 1979 : I wish you would - Avec John Hutcheson orgue et piano, Kristian Shultz au synthétiseur Minimoog, Richard Palmer-James à la guitare, John Wetton à la basse, aux claviers et au chant, Curt Cress à la batterie et finalement Michael Lohmann au saxophone.

John Wetton
- 1998 : Arkangel - Avec Robert Fripp et Steve Hackett.
- 2011 : Raised in captivity - Une des chansons de l'album, The devil and the opera house est une composition de Palmer-James avec John Wetton et Billy Sherwood.

John Wetton & Richard Palmer-James
- 1998 :  Monkey Business 1972 - 1997 - Album Double.
- 2014 : Jack-Knife / Monkey Business 1972 - 1997 - Disque double, compilation comprenant les albums Jack Knife et Monkey Business 1972 - 1997.

Richard Palmer-James
- 2016 : Takeaway - Avec Evert Van Der Wal aux guitares acoustiques et électrique, à la basse, aux percussions et la batterie, Theo Degler à l'accordéon et au piano, Alex Klier à la basse.